# Alfred Quidant
Alfred Quidant   (Lió, 7 de desembre de 1815 - París, 9 d'octubre de 1893) va ser un pianista, compositor i professor de música francès.
Fill d'un comerciant d'instruments musicals. Va començar a estudiar música i piano a la seva ciutat natal. En 1831 amb només setze anys va anar a estudiar al Conservatori de París, però va durar molt poc doncs va interrompre els seus estudis per treballar per Sébastien Érard com demostrador de piano, un treball que va mantenir durant més de trenta anys. Perfeccionà els seus talents com a pianista estudiant amb perseveració, i sempre contractat per la casa Érad, fent lluir els seus productes en totes les exposicions industrials. Entre els seus alumnes destaquen Emil von Sauer, Conrad Ansorge i Arthur De Greef. Quidant va tenir un fill nomenat R. Alfred Quidant (1856-1933).
Quidant va escriure principalment música viva, que es va fer popular durant el seu temps. Va compondre moltes peces brillants pel piano escrites amb la fi de fer lluir els recursos de l'instrument de la casa Érard.

## Obres seleccionades
- El festival del poble, gran vals
- Fantasia, en forma de vals cromàtic
- Canticle o Salon Fantasy, op. 13
- Mazeppa, gran estudi al galop, op. 21
- Great Waltz Study, op. 29
- The March of the Universe, Fantasy, Op. 34
- The Music Clock, Whim, op. 35.[1]